# Pizzo dei Tre Confini
Le pizzo dei Tre Confini est une montagne qui s’élève à 2 824 m d’altitude dans les Alpes bergamasques, en Italie.